# Ortodoxia radical
La ortodoxia radical es una corriente filosófica, teológica y política de carácter antimoderna y antiliberal liderada por el profesor emérito de la Universidad de Nottingham, John Milbank. Plantean que el sistema liberal actual se encuentra en un proceso de metacrisis global provocado por su propio éxito, en el que se propició una sociedad que, en palabras de Milbank, "produce cada vez más individuos sin virtud" y "más rivalidad mimética y cada vez menos reciprocidad social.
El movimiento se origina con el libro de Dr. Milbank, Theology and Social Theory. Beyond Secular Reason (1990), donde argumenta que la teología debe dejar de ser una disciplina estudiada "desde fuera de la filosofía" y que el secularismo tiene que ser abandonado. Afirma que mientras la modernidad fue construida sobre bases estrictamente metafísicas/religiosas, la posmodernidad eximió de estándares académicos y científicos a la teología.